# Hermann II. zu Castell
Hermann II. Graf und Herr zu Castell († um 1331 wohl in Italien) war von 1307 bis zu seinem Tod Herrscher der Grafschaft Castell. Mit seinem kinderlosen Tod erlosch die Linie vom Unteren Schloss.

## Die Grafschaft vor Hermann II.
Die Zeit vor dem Herrschaftsantritt Hermann II. war in der Grafschaft Castell von zwei unterschiedlichen Entwicklungen geprägt. Zum einen nahmen die Auseinandersetzungen mit dem mächtiger auftretenden Hochstift Würzburg immer mehr zu. Unter einem der Vorgänger Hermanns, Graf Friedrich I., begannen die Grafen durch taktische Eheschließungen die Gegensätze zu vertiefen. So heiratete Friedrich Bertha von Henneberg, die Tochter des letzten Würzburger Burggrafen, dem traditionellen Gegenspieler des Bischofs.
Nach Friedrich traten die Brüder Hermann und Heinrich die Herrschaft an. Sie vertieften die Gegensätze mit dem Bischof noch. Heinrich kämpfte im Jahr 1266 zusammen mit den Grafen von Henneberg gegen den Würzburger. Sein Bruder stand dagegen Würzburg wesentlich näher. Die Gegensätze der Brüder führten im Jahr 1267 zur Trennung zweier Linien des Hauses Castell. Während Hermann die Linie vom Oberen Schloss begründete, residierte Heinrich im Unteren Schloss in Castell.

## Leben
Hermann wurde wohl in der zweiten Hälfte des 13. Jahrhunderts geboren. Sein Vater war Graf Heinrich II. zu Castell. Bei seiner Mutter handelte es sich entweder um Sophie von Öttingen oder Adelheid von Nürnberg, mit der der Vater seit etwa 1273 verheiratet war. Auch die Geschwister des Grafen sind nicht bekannt. Lediglich der Bruder Rupert findet in den Quellen Erwähnung. Im Jahr 1306 erfolgte die Erstnennung des Grafen.
Wichtig für die Entwicklung der castellischen Stadt Volkach, die bereits durch die Vorgänger des Hermann aufgeteilt worden war, war die erneute Spaltung. Hermann und Rupert zu Castell teilten sich ihre Stadthälfte, sodass jeder nur noch ein Viertel der einzigen Stadt im Herrschaftsbereich der Grafen besaß. Durch die wachsenden Schulden, die Hermann anhäufte, kam dessen Viertel bald darauf sogar an das Hochstift Würzburg.
Ebenso musste Hermann II. die Hallburg, die die Grafen von Würzburg zu Lehen erhalten hatten, aufgeben. Im Jahr 1311 verpfändete er die Burg an das Bistum. Im Jahr 1321 traf es sogar den Sitz der Grafen selbst. Das Untere Schloss in Castell wurde verpfändet. Empfänger war der Burggraf von Nürnberg, Friedrich IV. von Zollern. Erst Jahrhunderte später kam das Schloss wieder in den Besitz der Grafen. Graf Hermann starb um das Jahr 1331 auf einer Romreise, bei der er Kaiser Ludwig den Baiern begleitete.

## Ehe
Graf Hermann ehelichte Margareta von Burgau. Aus der Ehe gingen zwei Kinder hervor, der einzige Sohn Friedrich verstarb jedoch bald. Nach Hermanns Tod erlosch die Linie vom Unteren Schloss und die Grafschaft war nicht länger gespalten.
- Friedrich († 6. Mai 1325)
- Agnes († nach 1365)[3]